# Кондратьев, Василий Емельянович
Василий Емельянович Кондра́тьев (1887—1937) — святой Русской православной церкви, причислен к лику святых как мученик для общецерковного почитания в 2000 году

## Биография
Василий Кондратьев родился в селе Иудино Сергиевского уезда Московская губернии (по другим данным, деревня Генутьево Александровского уезда Владимирской губернии). Бывший торговец-домовладелец, работал кустарём-слесарем, занимался торговлей. В 1920-х — начале 1930-х годов жил в городе Сергиев Посад.
С 1925 по 1935 годы был старостой в Кукуевской Всехсвятской церкви, где служил Маврикий (Полетаев).
21 октября 1935 года арестован, заключён в Бутырскую тюрьму. 8 января 1936 года осуждён по групповому делу «Дело духовенства и церковников во главе с архимандритом Маврикием. Загорск. 1936 г.». Кроме сего, обвинялся в распространении слухов о войне и неизбежной гибели советской власти, доказывал, что при царе русский народ жил свободнее и лучше. Василий Кондратьев виновным себя не признал. Приговорён к трём годам исправительных работ, отбывал наказание в Карлаге (Казахстан, Караганда), работал возчиком. Там 28 сентября 1937 года осуждён по групповому делу «Дело архимандрита Маврикия (Полетаева) и др. Караганда. 1937 г.» Особое обвинение было предъявлено Василию Кондратьеву в том, что, будучи «правой рукой» архимандрита, раздавал лагерникам рукописные копии Евангелия и иконы. Виновным себя не признал. Признал, что держал у себя иконку.
4 октября 1937 года Василия Кондратьева расстреляли в Карлаге (в один день с архимандритом Маврикием).

## Канонизация
Причислен к лику святых новомучеников и исповедников Российских для общецерковного почитания Юбилейным Архиерейским собором Русской православной церкви, проходившим 13—16 августа 2000 года в Москве. Представлен Алматинской епархией.

### Дни памяти
- Собор новомучеников и исповедников Российских (воскресенье 7 февраля (по старому стилю 25 января), если этот день совпадёт с воскресным днем, а если не совпадёт — то в ближайшее воскресенье после 7 февраля (по старому стилю 25 января))
- День мученической кончины (1937) — 4 октября (по старому стилю — 21 сентября)